# Damalis scutellata
Damalis scutellata là một loài ruồi trong họ Asilidae. Damalis scutellata được Oldroyd miêu tả năm 1970.